# La Cascade de feu
Pour plus de détails, voir Fiche technique et Distribution.
La Cascade de feu est un court-métrage muet de Georges Méliès, réalisé en 1904.

## Synopsis
Un intérieur bourgeois est transformé par le Diable en une grotte enchantée où apparaissent des danseuses. La grotte redevient un appartement, mais l’une des danseuses est restée étendue sur le canapé, et le propriétaire se précipite vers elle, plein d’admiration.

## Fiche technique
- Titre : La Cascade de feu
- Réalisation : Georges Méliès
- Durée : 2 minutes 40 secondes
- Date de sortie : France : 1904

## Distribution
- Georges Méliès : Satan